# La Rivière Anglaise
La Rivière Anglaise est un district des Seychelles de l'île de Mahé.

## Géographie

### Démographie
Le district de La Rivière Anglaise couvre 1,7 km2 et compte 3 624 habitants (2002).